# Liste des organisations opposées à la corrida
 (juillet 2015).

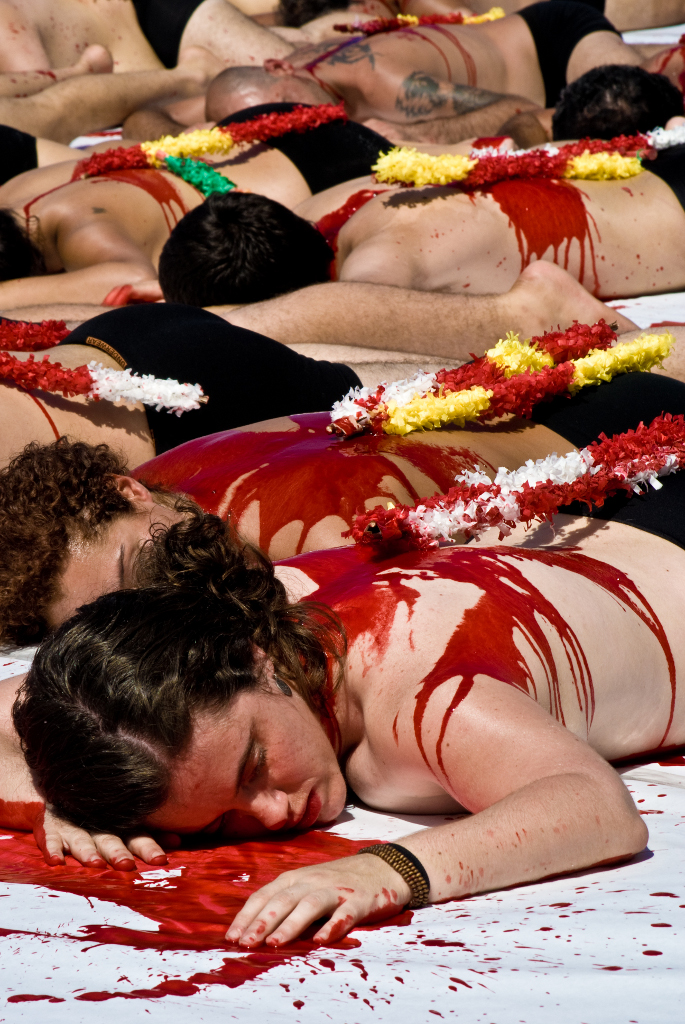
Manifestation contre la corrida à Bilbao, en août 2009.

Cette liste recense les organisations, associations, collectifs, fondations et partis politiques opposés à la corrida, en fonction de la localisation de leurs lieux d'activités.

## Pays

### Allemagne
- Antistierkampfc
- Initiative anti corrida[1]
- Stop Corrida

### Argentine
- AnimaNaturalis (es)[2]

### Autriche
- Vier Pfoten

### Belgique
- Animaux en péril
- European green party : Parti vert européen

### Canada
- AMA : Alliance contre le Massacre Animal[3]
- HSC : Human Society of Canada
- CFHS : Canadian Federation of Humane Societies (en)

### Colombie
- AnimaNaturalis (es)[4]
- Defensa Animal[5]

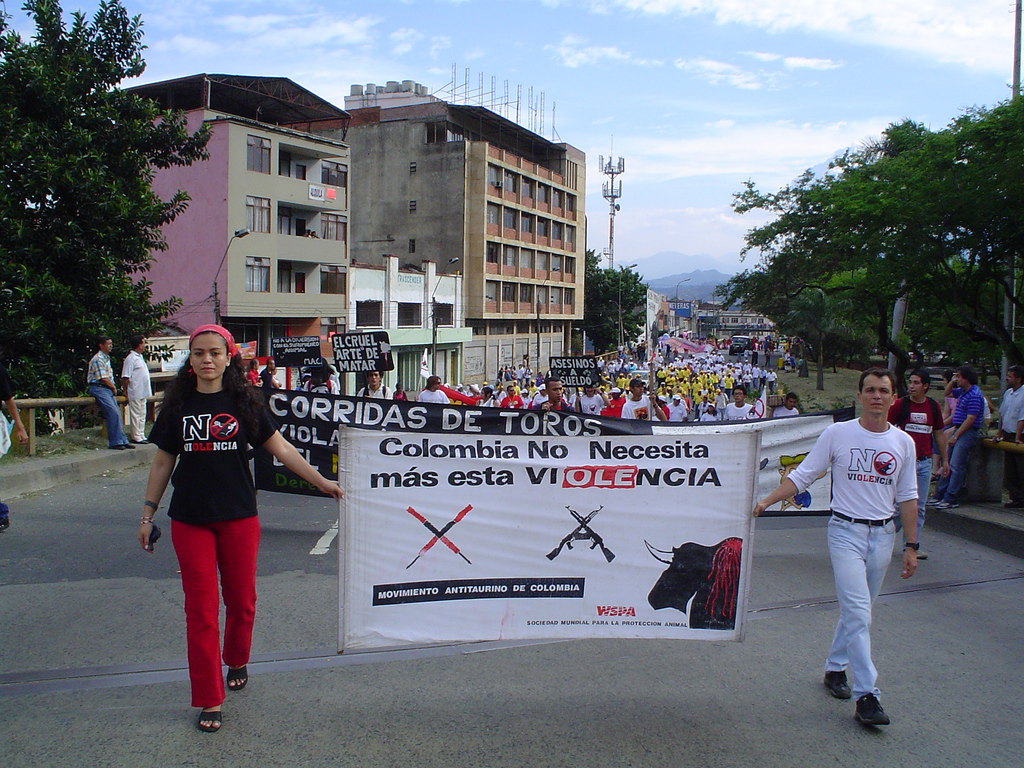
Marche anti-corrida en Colombie, juin 2005.

- FAUNA : Fuerza Anticrueldad Unida por la Naturaleza de los Animales

### Équateur
- PAE : Protección Animal Ecuador[6]

### Espagne

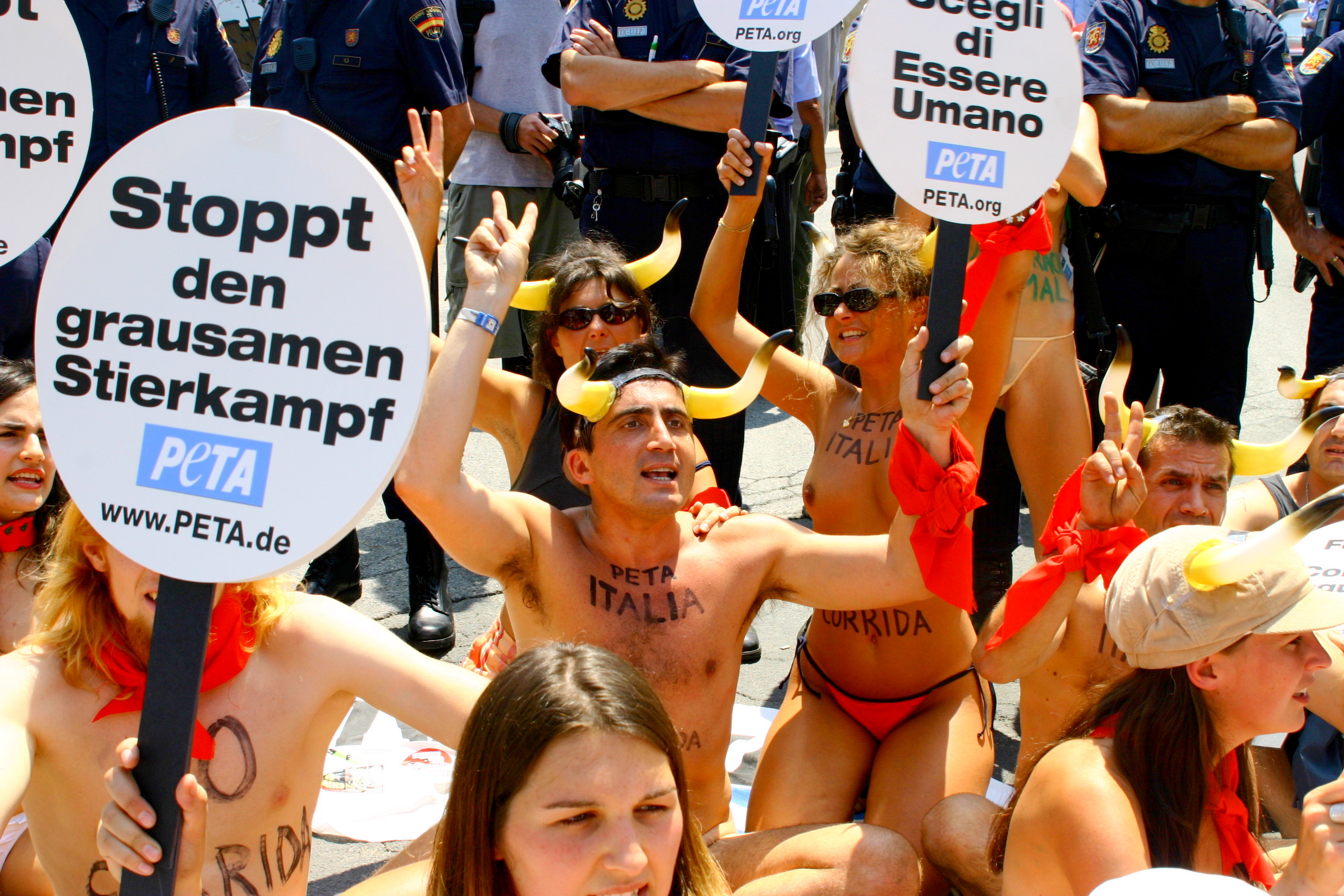
Activistes de PETA Italie manifestant à Pampelune en Espagne, en juillet 2003.

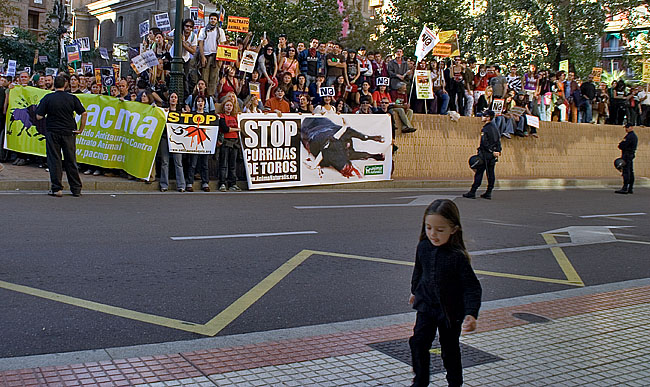
Manifestation anti-corrida à Saragosse en 2008. Les manifestants tiennent diverses banderoles anti-corrida. La plus grande porte en blanc sur fond noir l'inscription Stop corridas de toros (« Stoppez les corridas »).

- ADDA : Asociation Defensa Derechos Animal[7]
- Igualdad Animal (es)[8]
- ASANDA : Asociación Andaluza para la Defensa de los Animales[9]
- AVAT : Association de vétérinaires abolitionnistes de la tauromachie[10]
- FAADA : Fundacion para la Adoption, Apadrinamiento y Defensa de los Animales[11]
- LIBERA[12]
- PACMA : Parti animaliste contre la maltraitance animale[13]
- PLI : Popular Legislative Initiative for the abolition of bullfights[14]
- SOS : Stop our Shame[15]

### États-Unis
- HSI : Humane Society International (en)[16]
- Humane Society of the United States[17]
- IFAW : International Fund for Animal Welfare[18]
- IDA : In Defense of Animals (en)[19]

### France
- ALF France : Front de libération des animaux France[20]
- Alliance anti-corrida[21].
- Alliance écologiste indépendante[22]
- Animal Cross[23]
- Animalsace [24]
- Association Vénus[25]
- BAC : Brigade anticorrida de Marseille[26]
- CAZARRATA : Collectif Anti-Corrida
- CLEDA : Collectif antispéciste contre l'exploitation des animaux[27]
- CVN : Convention Vie et Nature[28]
- COLBAC : Comité de liaison biterrois pour l'abolition de la corrida[29]
- COVAC : collectif des vétérinaires pour l'abolition de la corrida[30]
- CRAC Europe : Comité radicalement anticorrida[31]
- FADJEN, Taureau anti-corrida [32]
- FLAC : Fédération des luttes pour l’abolition des corridas et pour la protection de la jeunesse[33]
- France anti corrida FAC : créé en 2018. Associé NC
- LFDA : La fondation droit animal, éthique et sciences[34]
- Fondation 30 millions d'amis[35]
- Fondation Brigitte-Bardot[36]
- No corrida [37]
- One Voice[38]
- PeTA France[39]
- SNDA, Société nationale pour la défense des animaux[40]
- SPA : Société protectrice des animaux[41]

### 

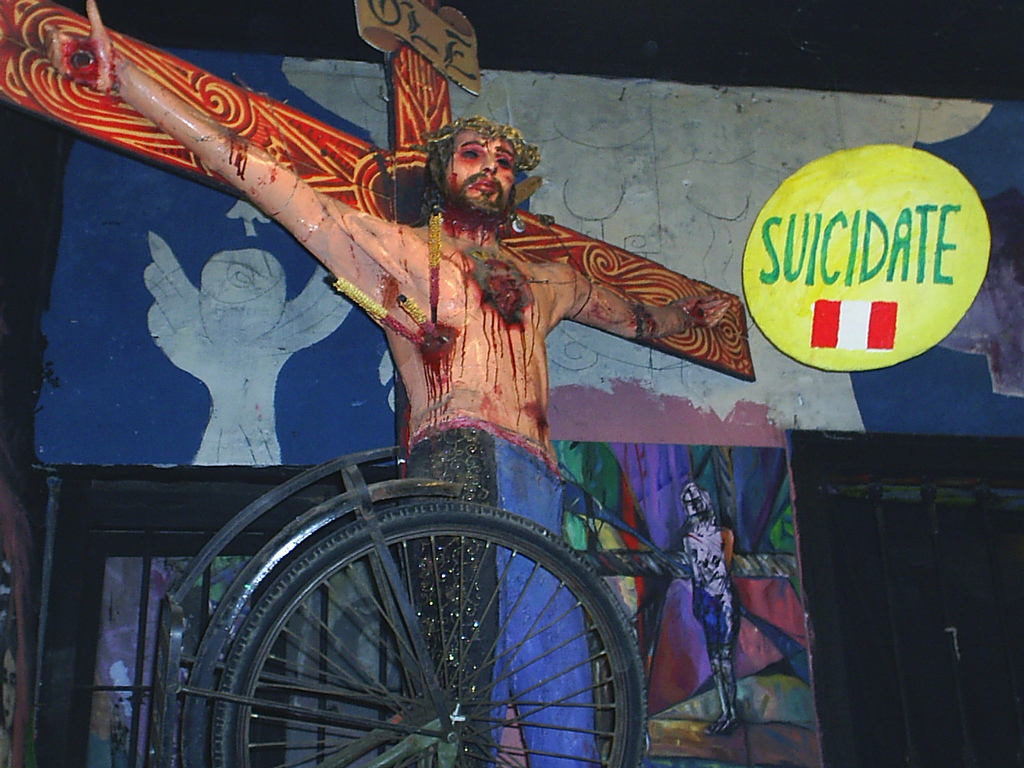
Christ « anti-corrida » au Pérou, porteur de banderilles.
L'inscription traditionnelle INRI est remplacée ici par Olé. Un grand panneau jaune ovale sur la droite porte le mot Suicidate (« Suicide-toi »).

### Israël
- SHEVI : Animal Liberation Israel[42]

### Italie
- Animalisti italiani[43]

### Mexique
- México Antitaurino[44]

### Pays-Bas
- CAS International

### Portugal
- Animal[45]
- MATP : Movimento Anti-Touradas de Portugal[46]
- PAN : Partido Animais Natureza[47]

### Royaume-Uni
- ALF : Animal Liberation Front (Front de libération des animaux)[48]
- Animal Equality (es)[49]
- FAACE : Fight Against Animal Cruelty in Europe[50]
- League against Cruel Sports[51]
- WSPA International : Société mondiale de protection des animaux[52]
- PeTA : People for the Ethical Treatment of Animals[53]

### Suisse
- BORTA[54]
- Fondation Franz Weber

### Venezuela
- Venezuela Antitaurina[55]